# José Luis Villanueva (ciclista)
José Luis Villanueva Orihuela, nacido el 28 de abril de 1965 en Jerez de la Frontera, es un ciclista español. Debutó como profesional en 1987 y se retiró en 1993.

## Palmarés
1985 (amateur)
- Cinturó de l'Empordá

1987 (amateur)
- 3.º en la Bizkaiko Bira

1988
- Circuito de Guecho

1991
- 1 etapa de la Vuelta a Andalucía

## Resultados en las Grandes Vueltas y Campeonatos del Mundo
| Carrera         | 1987 | 1988 | 1989  | 1990 | 1991 | 1992  | 1993 |
| --------------- | ---- | ---- | ----- | ---- | ---- | ----- | ---- |
| Giro de Italia  | -    | -    | -     | 89.º | -    | 146.º | -    |
| Tour de Francia | -    | -    | -     | -    | Ab.  | -     | -    |
| Vuelta a España | -    | -    | 129.º | -    | 60.º | -     | -    |
| Mundial en Ruta | -    | -    | -     | -    | -    | -     | -    |

-: no participa

Ab.: abandono